# Follow the Money
Follow the Money (FTM) is een Nederlandse onafhankelijke nieuwswebsite voor financieel-economische onderzoeksjournalistiek van circa vijftig journalisten, deels in dienstverband, deels freelancers. FTM neemt deel aan en leidt met enige regelmaat internationale onderzoeksprojecten zoals over de CumEx-Files, fraude in het voetbal. Het collectief publiceert tevens een podcast, gemaakt door Frederique de Jong. In april 2024 telde FTM 42.000 betalende leden.

## Geschiedenis

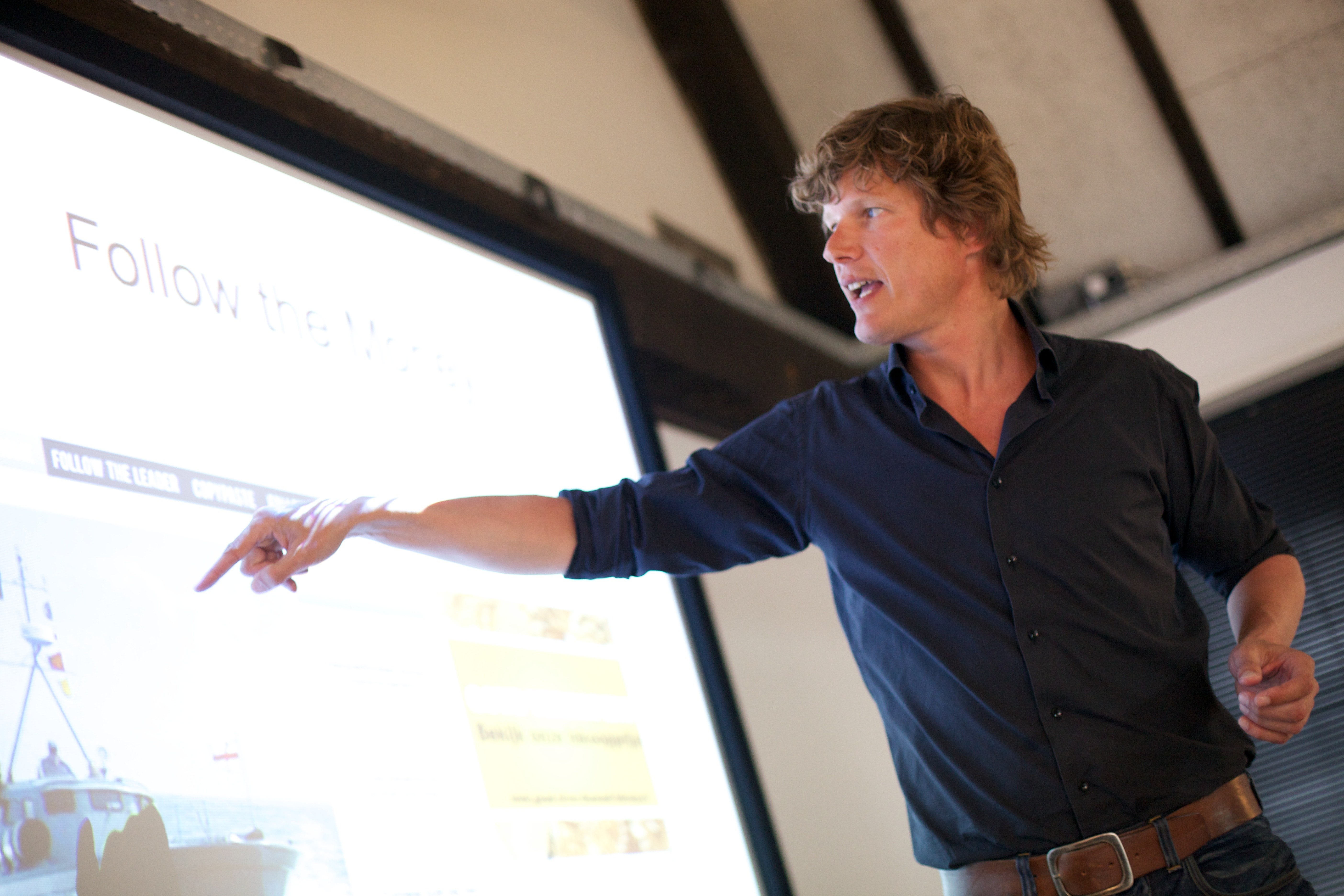
Eric Smit bij een presentatie van Follow the Money (2012)

Follow the Money werd eind 2009 opgericht door Eric Smit, Mark Koster en Arne van der Wal met als doel onderzoek te doen naar mensen, organisaties en systemen die zich, vooral financieel-economisch, misdragen of de samenleving zwaar benadelen. De naam is een verwijzing naar de film All the President's Men over het Watergateschandaal. In 2021 opende FTM een kantoor in Brussel om vanuit daar onderzoek te doen naar Europese geldstromen. Datzelfde jaar begon FTM ook met een dataredactie.
Mede-oprichter Koster verliet het bedrijf in 2010. In 2021 trad Harry Lensink toe tot de hoofdredactie. In 2023 stopte Eric Smit als co-hoofdredacteur, al bleef hij wel aan als schrijvend redacteur. Arne van der Wal stopt in 2025 ook als hoofdredacteur, ook hij blijft betrokken. Voor hem in de plaats kwamen adjunct-hoofdredacteuren Lise Witteman, Ties Joosten en Birte Schohaus. De directie wordt gevormd door Jan-Willem Sanders en Jodi Rabin.

## Verdienmodel
Voor de opstart kreeg FTM € 180.000 subsidie van het Stimuleringsfonds voor de Journalistiek (SVDJ). De website gebruikt een betaalmuur. Voor een project om lezers mee te trekken ('gamification') ontving het € 37.000 van het Stimuleringsfonds voor de Journalistiek en het SIDN Fonds in 2016 en in 2017 € 50.000 van Google Digital News Initiative (DNI Fund). FTM probeerde meerdere verdienmodellen uit, waaronder het produceren van 'branded content'. Die laatste methode werd in 2014 stopgezet. 
Sindsdien drijft de site vrijwel geheel op lidmaatschappen, subsidies en fondsen, en boekverkoop. In 2023 was 71 procent van de inkomsten afkomstig van lidmaatschappen. FTM zegt geen geld aan te nemen van fondsen als die voorwaarden verbinden aan wie of wat onderzocht moet worden.
Het medium is 100 procent eigendom van FTM Media, een besloten vennootschap die beheerd wordt door de stichting administratiekantoor FTM Media, met Arne van der Wal en Eric Smit als bestuurders. Zij bezitten samen meer dan 73 procent van de certificaten. In 2023 boekte FTM iets meer dan €5 miljoen euro aan omzet, waarvan 1% winst. Deze winst werd niet uitgekeerd aan aandeelhouders maar bleef binnen de organisatie.

## Theater
Vijf Follow the Money-medewerkers, Eelke van Ark, Thomas Bollen, Richard Jong, JanJaap Rijpkema, en Eric Smit, gaven in 2022 de theatervoorstelling 'Follow the Money' onder regie van Leopold Witte. Daarbij maakten zij ook muziek; Van Ark speelde basgitaar, Bollen gitaar, Rijpkema slaggitaar en zang, Jong drums en Smit zang.

## Erkenning
| Jaar | Persoon                                            | Prijs                | Wegens                                                                                   | Opmerkingen                                                                       |
| ---- | -------------------------------------------------- | -------------------- | ---------------------------------------------------------------------------------------- | --------------------------------------------------------------------------------- |
| 2011 | Stefan Vermeulen                                   | De Loep              | ICT, het zwarte gat van Amsterdam                                                        | aanmoedigingsprijs                                                                |
| 2012 | Jesse Frederik en Eric Smit                        | De Tegel             | Slib en derivaten                                                                        | categorie : achtergrond                                                           |
| 2014 | Eelke van Ark                                      | VOJN Awards          | De achterkamertjesdeal van zorgorganisatie Sensire                                       | categorie : online onderzoeksjournalistiek                                        |
| 2014 | Robert Kosters                                     | De Tegel             | Hoe Jan Bennink miljoenen opstreek met een troebele koffiedeal                           | categorie : achtergrond                                                           |
| 2017 | Eric Smit en Kim van Keken                         | VOJN Awards          | De zaak-Henry Keizer                                                                     | categorie : onderzoeksjournalistiek                                               |
| 2017 | Eric Smit en Kim van Keken                         | Anne Vondelingprijs  |                                                                                          |                                                                                   |
| 2018 | Olivier van Beemen                                 | De Tegel             | Heineken in Afrika: seksueel misbruik, fraude op topniveau en betrokkenheid bij genocide | Publieksprijs. Samen met VPRO, NPO Radio 1 en NRC                                 |
| 2019 | Eelke van Ark en Jolien de Vries                   | De Tegel             | Zorgcowboys                                                                              | Publieksprijs. Samen met Pointer en Reporter Radio                                |
| 2020 | Eelke van Ark en Jan-Hein Strop                    | De Tegel             | Testen, testen, testen – alleen als het farmaceut Roche behaagt                          | Publieksprijs                                                                     |
| 2021 | Jan-Hein Strop en Stefan Vermeulen                 | De Tegel             | De mondkapjesaffaire                                                                     | Publieksprijs                                                                     |
| 2022 | Jan-Hein Strop en Stefan Vermeulen                 | De Tegel             | Sywert van Lienden sluisde negen miljoen euro naar persoonlijke holding                  | Publieksprijs                                                                     |
| 2023 | Dimitri Tokmetzis, Henk Willem Smits, Nikki Brands | European Press Prize | Russian Asset Tracker                                                                    | Innovation award. Samen met o.a. Organized Crime and Corruption Reporting Project |